# 카이딘 (연호)
카이딘(베트남어: Khải Ðịnh / 啓定 계정 / 1916년 4월 ~ 1925년)은 베트남 응우옌 왕조(阮朝) 카이딘 황제(啓定帝) 응우옌 푹 뚜언(阮福晙)의 연호이다. 

## 개원
- 주이떤(維新) 10년 4월 17일[1](그레고리력 1916년 5월 18일)에 연호를 카이딘(啓定)으로 개원함.[2][3]

- 카이딘(啓定) 10년 11월 24일[4](그레고리력 1926년 1월 8일)에 연호를 바오다이(保大)로 정하고, 다음 해 1월 1일[5](그레고리력 1926년 2월 13일)에 개원함.[3]

## 연대 대조표
| 카이딘 | 서기 (西紀) | 간지 (干支) | 대한임시정부 연호 | 중화민국기원   | 일본 연호        |
| 원년   | 1916년      | 병진 (丙辰) | …                 | 민국(民國) 5년 | 다이쇼(大正) 5년 |
| 2년    | 1917년      | 정사 (丁巳) | …                 | 민국 6년       | 다이쇼 6년       |
| 3년    | 1918년      | 무오 (戊午) | …                 | 민국 7년       | 다이쇼 7년       |
| 4년    | 1919년      | 기미 (己未) | 대한민국 원년     | 민국 8년       | 다이쇼 8년       |
| 5년    | 1920년      | 경신 (庚申) | 대한민국 2년      | 민국 9년       | 다이쇼 9년       |
| 6년    | 1921년      | 신유 (辛酉) | 대한민국 3년      | 민국 10년      | 다이쇼 10년      |
| 7년    | 1922년      | 임술 (壬戌) | 대한민국 4년      | 민국 11년      | 다이쇼 11년      |
| 8년    | 1923년      | 계해 (癸亥) | 대한민국 5년      | 민국 12년      | 다이쇼 12년      |
| 9년    | 1924년      | 갑자 (甲子) | 대한민국 6년      | 민국 13년      | 다이쇼 13년      |
| 10년   | 1925년      | 을축 (乙丑) | 대한민국 7년      | 민국 14년      | 다이쇼 14년      |

## 동시대 연호

### 한국
대한민국 임시정부(大韓民國 臨時政府)
- 대한민국(大韓民國) (1919년 ~ 1948년)

### 중국
중화민국(中華民國)
- 민국(民國) (1912년 ~ )

기타
- 사도 야파(査都 若巴) 통치(通治) (1917년)
- 섭진와(聶眞娃) 화흥(和興) (1921년)

### 몽골
복드 칸국
- 공대(共戴) (1911년 ~ 1915년 / 1921년 ~ 1924년)

### 일본
- 다이쇼(大正) (1912년 ~ 1926년)

## 같이 보기
- 베트남의 연호